# Maison forte de Novéry
Le château de Novéry est un ancien manoir, des XVe et XVIe siècles, qui se dresse sur la commune de Minzier dans le département de la Haute-Savoie en région Auvergne-Rhône-Alpes.
Le château fait l’objet d’une inscription partielle au titre des monuments historiques par arrêté du 22 juin 1993. Seuls le château, les communs, la cour et la fontaine, ainsi que l'allée pavée à l'est sont inscrits.

## Situation
Le château de Novéry est situé dans le département français de la Haute-Savoie sur la commune de Minzier, à 1 kilomètre, au nord-nord-ouest du bourg. Il surveillait l'ancienne route reliant Genève à Seyssel.

## Historique
Elle appartient à l'origine à la famille de Novéry. Au XIIIe siècle le comte de Genève s'en empare.
Le 30 novembre 1288, Amédée II de Genève dans une promesse d'échange consentie au damoiseau Gauthier de Confignon, mentionne Novéry. Il concède au sire de Confignon une partie des revenus issus de la confiscation de la maison-forte d'Amaury de Novéry. L'échange sera réalisé le 11 février 1289,.
En 1352, la seigneurie est entre les mains de la famille de Monthoux et passe par mariage à la famille Vautier.
En 1415,, elle passe à la famille des Vidomne de Chaumont à la suite du mariage de Pierre Vautier de Novéry avec Françoise Vidomne de Chaumont.
Au XVIIIe siècle, par mariage, elle est entre les mains du marquis Henri-Joseph Milliet de Challes. À sa mort en 1777, elle passe à sa sœur Catherine-Françoise Milliet de Challes, veuve du marquis Marc-Antoine Costa de Beauregard.
En 1875, la maison forte est achetée par la famille Jacquet, au XXe siècle, par Messieurs Hausermann et Lowe et en 1977 par Monsieur Magnin.

## Description
Le château de Novéry est une maison forte de trois étages que flanquait une tour ronde arasée à la Révolution française. Elle abrite un escalier à vis.
Elle a subi de nombreuses transformations aux XVIe et XVIIe siècles ; fenêtres, plafonds à la française, four à pain de 1650, cheminée de 1678, ornée des armes et de la devise des Vidomne.
À l'intérieur une chapelle attenante à l'aula, la grande salle, est pourvue d'un lavabo et d'un « hagioscope », permettant d'écouter la messe depuis la pièce voisine. Les chambres communiquent avec une tour, percée de meurtrière, et faisant office de latrines.